# Магомаева, Зайнаб Шахрудиновна
Зайнаб Шахрудиновна Магомаева (1924 — 1995) — советский, дагестанский врач-терапевт. Народный врач СССР (1981).

## Биография
Родилась 29 декабря 1924 года в селе Ботлих Дагестанской АССР.
Трудовую деятельность начала с должности медицинской сестры. 
В 1947 году окончила Дагестанский медицинский институт в Махачкале.
В 1947—1954 годах — врач-терапевт, в 1954—1957 годах — заведующая амбулаторией, заведующая здравоотделом Веденского района в 1957—1960 — заместителем главного врача, с 1960 по 1981 год — главный врач Ботлихского райлечобъединения. С 1981 года — врач-терапевт в санчасти строителей в Махачкале.
Депутат Верховного Совета СССР 6-го созыва.
Скончалась 20 января 1995 года в Махачкале.

## Награды и звания
- Заслуженный врач Дагестанской АССР (1963)[3]
- Заслуженный врач РСФСР (1971)
- Народный врач СССР (1981)
- Орден Ленина (1960)[4]

## Память
- Имя Зайнаб Шахрудиновны Магомаевой было присвоено Ботлихской центральной районной больнице[5].